# Романов, Гавриил Константинович
Гавриил Константинович (3 (15) июля 1887, Павловск — 28 февраля 1955, Париж) — князь императорской крови, полковник (06.12.1916) русской императорской армии, герой Первой мировой войны.

## Биография
Гавриил был вторым сыном великого князя Константина Константиновича и Елизаветы Маврикиевны (урождённой Елизаветы Августы Марии Агнесы, герцогини Саксен-Альтенбургской). Он был одним из первых детей императорской фамилии получившим титул князя крови императорской. В возрасте трёх лет переболел брюшным тифом, что сказалось на его здоровье. В сентябре 1900 года Гавриил был зачислен в Первый Московский Кадетский корпус. Два учебных года с 1903 по 1905 Гавриил со старшим братом Иоанном провели в Крыму, а затем поступили в Николаевское кавалерийское училище. В 1908 году они принесли присягу как флигель-адъютанты.
В мае 1910 князь получил воспаление лёгких и был отправлен на лечение в Швейцарию. Вылечившись, он не смог продолжить активную военную службу. Числившись в то время в отпуске по болезни, Гавриил решил получить высшее образование. Вслед за братом Олегом, поступившим в Александровский лицей и ставшим первым членом императорской фамилии, получавшим в нём образование, Гавриил стал слушать там лекции. Три года спустя он получил диплом о его успешном окончании. Он был вторым членом династии, имевшим диплом гражданского учебного заведения.
Осенью 1913 года князь снова выехал за границу, побывал в Париже, Лондоне и Риме. Там он получил аудиенцию у Папы Римского Пия X. После этого князь захотел увидеться в Берлине и с императором Вильгельмом II, что ему также удалось.
С осени 1913 г. князь служил заведующим разведчиками 4-го эскадрона лейб-гвардии Гусарского полка.

### Военная служба
Когда началась Первая мировая война, Гавриил вместе с братьями ушел на фронт, участвовал в боях, храбро сражался и вместе с 4-м эскадроном полка в конце августа 1914 г. вышел из окружения в Восточной Пруссии. После гибели брата Олега Гавриила отозвали в Петроград. Там осенью 1916 года он поступил в Академию Генерального штаба, в возрасте 29 лет дослужился до звания полковника. 28 апреля 1917 года лейб-гвардии Гусарского полка полковник князь Гавриил Константинович уволен от службы за болезнью, с мундиром.

### Отношения с Нестеровской
В 1911 году на даче у Матильды Кшесинской познакомился с её подругой, балериной Мариинского театра Антониной Рафаиловной Нестеровской. Ближе они сошлись в Монте-Карло, куда Гавриил приехал на отдых, а Нестеровская с Кшесинской — на выступления.
Князь хотел жениться на своей избраннице, но, хотя князья императорской крови и могли вступать в морганатический брак, император отказал ему в разрешении на этот брак. Однако в 1912 году они тайно обручились. Вскоре после февральской революции — 9 апреля 1917 года, не спрашивая уже разрешения отрекшегося императора, они наконец обвенчались.

### Годы террора
После Февральской революции молодожёны, считая, что жизнь продолжается, сняли дачу в Финляндии, еще остававшейся частью Российской империи — в нескольких верстах от станции Перкиярви. Однако во время Октябрьского переворота они снова жили в Петрограде.
Когда большевики издали декрет о том, что в течение трех дней все Романовы должны явиться в комиссию для получения инструкций по поводу высылки их из Петрограда, Гавриил, страдавший туберкулезом, вдобавок лежал больной гриппом. В своих мемуарах он обширно цитирует душераздирающие воспоминания Нины об этом периоде (этот текст был отдельно опубликован ею в журнале «Иллюстрированная Россия» в 1934 году). Она писала о том, как умолила Урицкого (также туберкулезника) не высылать мужа из столицы, в отличие от его братьев и кузенов. Гавриил больной оставался лежать в квартире, в которой проходили непрерывные обыски, однако в итоге он все-таки был арестован.
Деятельная Нина активно ходатайствовала за больного мужа перед всеми, кого могла достать. Она дошла до Марии Фёдоровны Андреевой (Нина Николаевна Берберова уточняет, что князя и Горького лечил один врач — Иван Иванович Манухин), и в итоге её муж Максим Горький сообщил, что Ленин дал своё согласие на освобождение мужа и официальную бумагу об этом везет из Москвы сам Луначарский — однако из-за убийства Урицкого все это застопорилось. В итоге, благодаря помощи Бокия, занявшего место Урицкого, князь был перемещен из тюрьмы в клинику Герзони, но там же находилась морганатическая жена великого князя Михаила Александровича Брасова, с которой князю было запрещено общаться, и через два дня он был перевезен на квартиру к Горькому, где к нему присоединилась Нина. Писатель хлопотал за них, и получил от Зиновьева разрешение на их выезд в Финляндию.

20 ноября 1918 года Максим Горький обратился к В. И. Ленину с письмом, в котором говорилось: 
 Дорогой Владимир Ильич! 
 Сделайте маленькое и умное дело, — распорядитесь, чтобы выпустили из тюрьмы бывшего великого князя Гавриила Константиновича Романова. Это — очень хороший человек, во-первых, и опасно больной, во-вторых. 
 Зачем фабриковать мучеников? Это вреднейший род занятий вообще, а для людей, желающих построить свободное государство, — в особенности. 
 К тому же немножко романтизма никогда не портит политики. 
 (…) 
 Выпустите же Романова и будьте здоровы. 
 А. Пешков. 
 (…) 
Феликс Феликсович Юсупов в своих мемуарах так пишет о Нине: «Князь Гаврила уцелел благодаря усиленным хлопотам и ловкости жены его. Остальных посадили в Петропавловскую крепость и вскоре расстреляли» (в Петропавловской крепости расстреляли 4 великих князей, арестованных в Петербурге, как и Гавриил — см. Расстрел великих князей в Петропавловской крепости). Три из четверых остававшихся в живых к тому моменту его братьев также были казнены (Иоанн, Игорь, Константин — см. Алапаевские мученики), спасся только Георгий.
11 ноября 1918 года супруги покинули Петроград и на поезде прибыли в Белоостров. В Финляндию больной Гавриил был перевезен в ручной тележке. Супруги отправились в санаторий близ Гельсингфорса для лечения Гавриила.

### Жизнь в эмиграции

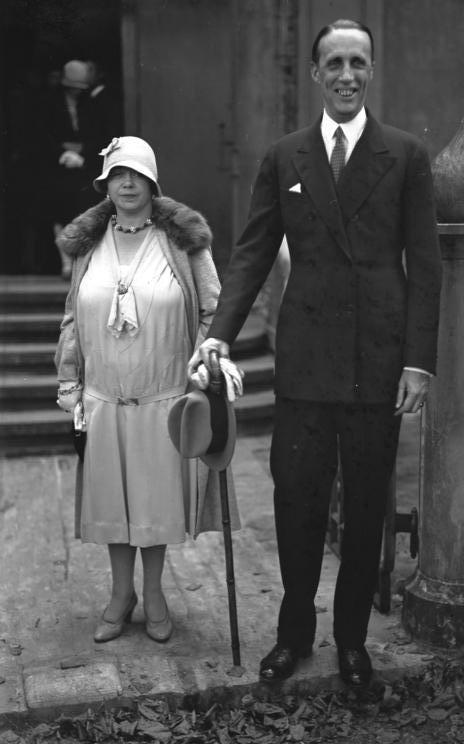
Романов Гавриил Константинович. 1929 г.

Гавриилу Константиновичу удалось уехать с женой в Финляндию. Оттуда перебрались во Францию.
В 1920 году князь с женой обосновались в Париже. Через некоторое время супруги начали испытывать нехватку средств. Гавриил Константинович для заработка устраивал партии в бридж. Антонина давала уроки танца, решила открыть балетную студию, но позже изменила своё решение и основала дом мод, который существовал с 1925 по 1936 год.
Гавриил Константинович являлся почётным покровителем нескольких русских эмигрантских организаций. Гавриил Констанинович вместе с женой сохранили контакты с русскими эмигрантами, бывали на балах. В круг их знакомых входила Тамара Лемпицка, которая написала знаменитый портрет Гавриила Константиновича.
В 1939 году в жизни Гавриила Константиновича произошло знаменательное событие. Он родился, когда Александр III уже ограничил круг Великих князей внуками царствующих императоров. Поэтому, как правнук Николая I, Гавриил Константинович носил титул Князя императорской крови. Вероятно, эта несправедливость, от которой он пострадал одним из первых, оставила неприятный осадок в его душе. 15 мая 1939 года Владимир Кириллович пожаловал князю императорской крови Гавриилу Константиновичу титул великого князя. Спустя два дня он писал великому князю Андрею Владимировичу: «Я бесконечно счастлив, так как всю жизнь страдал из-за ложного положения, в которое был поставлен волею судьбы». 
Умер князь Гавриил Константинович 28 февраля 1955 года в Париже и похоронен на кладбище Сент-Женевьев-де-Буа.

## Семья
- 1-я жена Нестеровская, Антонина Рафаиловна. С 9 апреля (22 апреля) 1917 года. В 1926 году великий князь Кирилл Владимирович пожаловал ей титул княгини Стрельнинской, а в 1935 году — светлейшей княгини Романовской-Стрельнинской (по названию имения этой ветви рода Романовых). Умерла в 1950 г.
- После её смерти Гавриил Константинович женился 11 июня 1951 года на княжне Ирине Ивановне Куракиной (1903—1993) — дочери действительного статского советника князя Ивана Анатольевича Куракина, в эмиграции постригшегося в монашество и ставшего епископом. В том же году ей был пожалован титул светлейшей княгини Романовской-Куракиной.

Оба брака Гавриила Константиновича были бездетны.

## Награды
Российские:
- Медаль «В память царствования императора Александра III» (26.02.1896),
- Медаль «В память коронации Императора Николая II» (26.05.1896),
- Орден Святого апостола Андрея Первозванного(14.06.1907),
- Орден Святого Александра Невского (14.06.1907),
- Орден Белого орла (14.06.1907),
- Орден Святой Анны 1-й степени (14.06.1907),
- Орден Святого Станислава 1-й степени (14.06.1907),
- Знак в память 100-летия г. Царское Село (17.04.1912),
- Медаль «В память 100-летия Отечественной войны 1812 г.» (30.10.1912),
- Медаль «В память 300-летия царствования дома Романовых» (06.03.1913),
- Орден Святой Анны 4-й степени с надписью «За храбрость» (ВП 04.11.1914; пожалован 27.10.1914),
- Орден Святого Станислава 3-й степени с мечами и бантом (ВП 04.11.1914; пожалован 27.10.1914),
- Орден Святого Владимира 4-й степени с мечами и бантом (доп. к ВП 22.10.1914),
- Георгиевское оружие с надписью "За храбрость"[7] (доп. к ВП 22.10.1914),
- Орден Святого Владимира 3-й степени с мечами (20.06.1915, в послужном списке орден отсутствует).

Иностранные
- Саксен-Альтенбургский фамильный орден Эрнестинского дома 1-й степени (14.04.1909),
- Сербский орден Звезда Карагеоргиевичей 1-й степени (19.08.1911),
- Греческий Орден Спасителя, большой крест (22.04.1912).